# Severo Bueno
Severo Bueno de Sitjar de Togores (7 de enero de 1967-Barcelona, 13 de septiembre de 2020) fue un jurista español, que ejerció de abogado del Estado en Cataluña desde 2016 hasta su fallecimiento.

## Biografía
Cursó la etapa preescolar en St. Georges English School y posteriormente en el colegio Viaró cursó los estudios de primaria y secundaria (1973- 1985). Posteriormente se licenció en Derecho en la Universidad Nacional de Educación a Distancia (UNED) en 1990.
En 1996 obtuvo el número siete en la promoción de abogados del Estado. En 2009, como abogado, denunció a la Generalidad de Cataluña en el Tribunal Superior de Justicia de Cataluña para que su hija no se escolarizase en catalán. Al 2016 el Tribunal Supremo español resolvió a su favor y recibió una indemnización de tres mil euros, caso que sentó jurisprudencia contra la inmersión lingüística.
En marzo de 2019, como abogado del Estado en Cataluña, presentó denuncia en el juzgado de instrucción número 7 de Barcelona, junto con el Sindicato Profesional de Policía, contra 36 independentistas heridos, que habían denunciado agresiones de la Policía española durante las votaciones del 1 de octubre, en el referéndum sobre la independencia de Cataluña de 2017, y los acusó de haber formado parte de una «masa tumultuaria» en cuatro colegios electorales. Con el archivo de la denuncia, presentó un recurso en la Audiencia Provincial de Barcelona en el que se argumentó que debían imputarse a los votantes por los delitos de resistencia a la autoridad, desórdenes públicos y desobediencia.
El 13 de septiembre de 2020, la Asociación Profesional de la Magistratura (APM) comunicó a través de redes sociales la muerte de Bueno en las últimas horas. Horas más tarde se hizo público que padecía esclerosis lateral amiotrófica. Sus restos mortales permanecieron en el Tanatorio de Collserola de Barcelona desde las dieciséis horas del día siguiente y la ceremonia funeraria se celebró a las catorce horas del 14 de septiembre.
El 17 de diciembre de 2020, el Tribunal Superior de Justicia de Cataluña dictaminó que la Generalidad de Cataluña está obligada a impartir al menos el veinticinco por ciento de las clases en castellano. Concluía así una batalla que comenzó cinco años antes, cuando se inició un proceso judicial ante la inactividad de los dirigentes separatistas de la Generalidad, al no garantizar el uso normal del castellano en las aulas de los escolares residentes en Cataluña.
El 19 de febrero de 2021, la biblioteca del Centro Regional de Innovación y Formación (CRIF) Las Acacias pasa a llamarse Biblioteca Severo Bueno.